# Jan Meysztowicz
Jan Stefan Meysztowicz (°Rohoznica, 23 maart 1910), was een Pools politicus, diplomaat en jurist.
Jan Meysztowicz studeerde rechten aan de Jagiellonische Universiteit van Krakau. In 1932 studeerde hij af en sindsdien was hij werkzaam in de diplomatieke dienst. Van 1932 tot 1935 was hij lid van de staf van het Poolse consulaat in Marseille. Van 1938 tot 1939 was hij attaché bij de Poolse Volkenbond-delegatie.
Tijdens de Tweede Wereldoorlog diende hij in het Vrije Poolse Leger in het Verenigd Koninkrijk en Frankrijk. Van 1945 tot 1946 was hij consul in Dublin. Na zijn terugkeer in Polen (1946) werkte hij enige jaren voor het buitenlandse handelshuis Polimex en nadien was hij redacteur bij Czystelnik Uitgeverij in Warschau. Van 1957 tot 1962 was hij secretaris van de Raad van Redacteursvan Za i Przeciw (Voor en Tegen), van 1962 tot 1965 was hij hoofdredacteur van Za i Przeciw (Voor en Tegen). 
Meysztowicz was in 1957 één der oprichter van de Christelijke Sociale Unie (ChSS) en tot 1989 tevens lid van het Hoofdbestuur van de ChSS.
Van 1982 tot 1989 was hij rechter aan het hooggerechtshof.
Van zijn hand verschenen diverse historische werken, alsook een vertaling van de memoires van Anthony Eden in het Pools.
Bron: Who's Who in the Socialist Countries of Europe (dl.2), 1989
- Gemeinsame Normdatei: 12662089X
- International Standard Name Identifier: 0000 0000 6683 8915
- Library of Congress Control Number: n85116857
- Nationale Bibliotheek van Letland: 000310794
- Nationale Bibliotheek van Tsjechië: ola2011666502
- Nationale Bibliotheek van Israël: 987007357924705171
- Nederlandse Thesaurus van Auteursnamen: 243365896
- Système universitaire de documentation: 130373788
- Virtual International Authority File: 67464927
- WorldCat: E39PBJfRGqq6hqbJMRPYhPfrMP